# Riprap

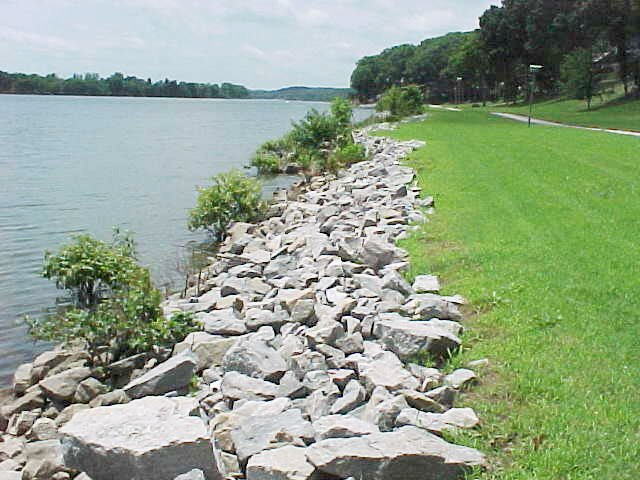
Riprap sur les berges d'un lac.

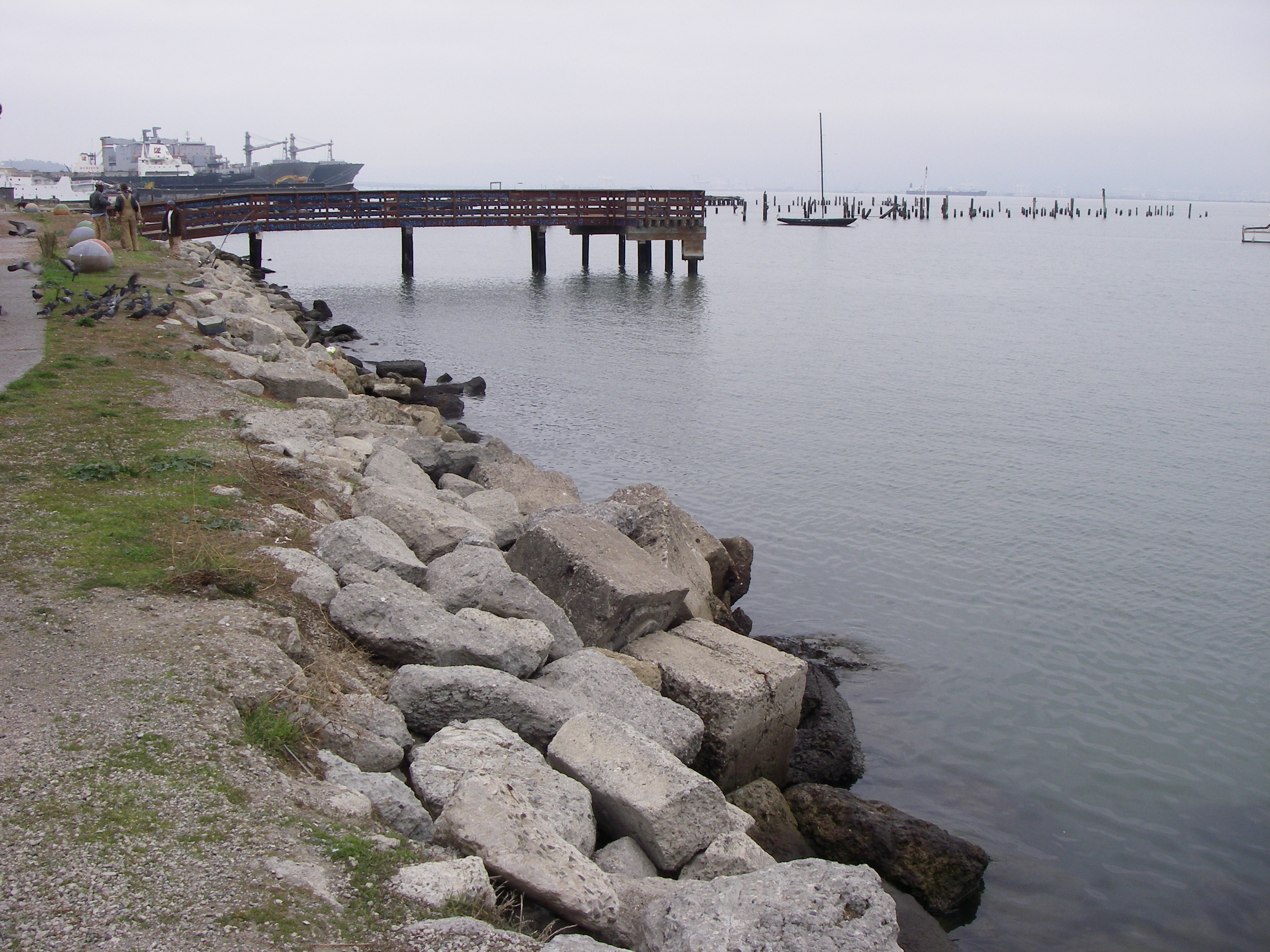
Des débris en béton sont utilisés dans un riprap le long du littoral à San Francisco.

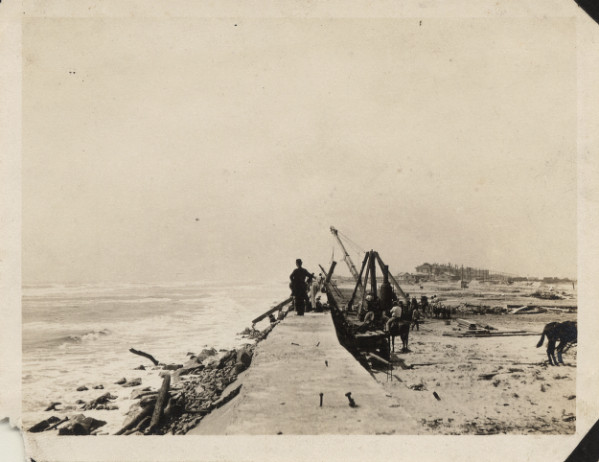
Des ouvriers renforcent le mur le long de la côte à Galveston, Texas, après l'ouragan de 1915.

Un riprap est une couche de roches ou d'autres matériaux disposés en vrac servant à protéger un barrage, une digue ou une jetée des effets de l'érosion due aux vagues ou aux glaces.
Les ripraps absorbent et diffusent l'énergie des vagues avant qu'elle n'atteigne la structure à protéger. Les dimensions et la masse des matériaux du riprap absorbent l'impact alors que les interstices entre les blocs capturent et ralentissent le flux des eaux, diminuant ainsi la possibilité d'érosion de la côte ou de la berge. La masse du riprap fournit aussi une protection contre les dommages causés par la glace. On utilise notamment les ripraps pour protéger les poutres de ponts exposés au gel et au dégel.